# Hovaral
De hovaral (Sarothrura insularis) is een vogel uit de familie Sarothruridae. Deze familie werd heel lang beschouwd als een onderfamilie van de rallen, koeten en waterhoentjes (rallidae).

## Verspreiding en leefgebied
Deze soort is endemisch in centraal en oostelijk Madagaskar.

## Status
De grootte van de populatie wordt geschat op 6.700-67.000 volwassen vogels. Op de Rode lijst van de IUCN heeft deze soort de status niet bedreigd.